# Aaladine Hadidi
Pour les articles homonymes, voir Hadidi.
Aaladine Hadidi, né le 18 mai 1991, est un joueur algérien de handball .
Avec l'équipe nationale algérienne, il participe notamment au Championnat du monde 2021,. En club, il évolue alors au MC Alger.

## Palmarès

### Avec l'Équipe d'Algérie
Championnats du monde
- 22e au Championnat du monde 2021 ( Égypte)

Championnats d'Afrique
- Médaille de bronze au Championnat d'Afrique  2020 ( Tunisie)